# Peter McConnell
Peter McConnell (Pittsburgh, Pensilvania; 1960), también conocido como Peter Mc, es un compositor de música de videojuegos y músico estadounidense, más conocido por su trabajo en LucasArts.

## Biografía
Peter Nelson McConnell nació en Pittsburgh, Pensilvania. Estudió música, aunque no se graduó, en la Universidad de Harvard en la década de 1980 bajo los profesores Timothy Vincent Clarke, Curt Cacioppo y Ivan Tcherepnin. En Harvard McConnell se hizo amigo del futuro compositor de LucasArts Michael Land, quien compuso varios títulos para la compañía, y trabajó con él en la compañía de audio Lexicon.  Aunque comenzó su carrera en el Departamento de sonido en LucasArts, Land necesitaba a alguien que le compusiera y ejecutara música en su segundo proyecto Monkey Island 2: LeChuck's Revenge y McConnell intervino. McConnell y Land co-inventaron iMUSE, sistema patentado de música interactiva.
Mientras estuvo en LucasArts, McConnell compuso muchas bandas sonoras para juegos como Monkey Island, Indiana Jones y Star Wars. Títulos notables de esta época incluyen Grim Fandango, anotó con el jazz mexicano influenciado, klezmer y el estilo tradicional de puntuación de la película, y Full Throttle, con banda sonora de rock que McConnell anotó con el grupo de rock The Gone Jackals. Durante la composición de música para estos dos juegos, McConnell trabajó en estrecha colaboración con Tim Schafer, que más tarde lo contrató para componer partituras para los títulos Psychonauts, Brütal Legend, y Costume Quest para su compañía Double Fine. 
McConnell dejó LucasArts en el año 2000, pero contribuyó con Escape from Monkey Island y la edición especial de The Secret of Monkey Island. Desde entonces, McConnell ha compuesto para Psychonauts, Sly 2: Ladrones de Guante Blanco, Sly 3: Honor entre ladrones (del cual McConnell dijo que estuvo influenciado por el trabajo de Henry Mancini), y Kinectimals.
McConnell es uno de los fundadores de G.A.N.G., el Game Audio Network Guild . También es conocido por tocar música en directo, tocando el violín eléctrico.
McConnell está trabajando actualmente en el Sly Cooper: Ladrones en el Tiempo.

## Discografía
- Plants vs Zombies: 2 It's About Time (2013)
- Broken Age (2014)
- Hearthstone: Heroes of Warcraft (2014)
- Plants vs. Zombies: Garden Warfare (2014)
- Plants vs. Zombies: Garden Warfare 2 (2016)
- Sly Cooper: Ladrones en el Tiempo (2013) Sanzaru Games/Sony
- Kinectimals (2010), Microsoft
- Costume Quest (2010), Double Fine
- Brütal Legend (2009), Double Fine
- Calling All Cars! (2007), Sony
- Psychonauts (2005), Double Fine
- Sly 3: Honor entre ladrones (2005), Sucker Punch/Sony
- The Bard's Tale (2004), Vivendi Universal Games, Inc.
- Sly 2: Ladrones de Guante Blanco (2004), Sucker Punch/Sony
- Star Wars Battlefront (2004), LucasArts
- Star Wars Rogue Squadron II: Rogue Leader (2001), LucasArts
- Escape from Monkey Island (2000), LucasArts
- Star Wars: Force Commander (2000), LucasArts
- Star Wars Episodio I: Racer (1999), LucasArts
- Star Wars: X-Wing Alliance (1999), LucasArts
- Grim Fandango (1998), LucasArts
- Star Wars Jedi Knight: Mysteries of the Sith (1998), LucasArts
- Star Wars: X-Wing Collector Series (1998), LucasArts
- Herc's Adventures (1997), LucasArts
- Star Wars Jedi Knight: Dark Forces II (1997), LucasArts
- Star Wars: X-Wing vs. TIE Fighter: Balance of Power (1997), LucasArts
- Star Wars: X-Wing vs. TIE Fighter (1997), LucasArts
- Star Wars: Yoda Stories (1997), LucasArts
- The Curse of Monkey Island (1997), LucasArts
- Afterlife (1996), LucasArts
- Star Wars: Sombras del Imperio (1996), Nintendo Co., Ltd.
- The Dig (1995), LucasArts
- Full Throttle (1995),
- Star Wars: Rebel Assault II (1995), LucasArts
- Star Wars: TIE Fighter (Collector's CD-ROM) (1995), LucasArts
- Star Wars: TIE Fighter (1994), LucasArts
- Star Wars: X-Wing (Collector's CD-ROM) (1994), LucasArts
- Maniac Mansion: Day of the Tentacle (1993), LucasArts
- Sam & Max Hit the Road (1993), LucasArts
- Star Wars: Rebel Assault (1993), LucasArts
- Star Wars: X-Wing (1993), LucasArts
- Star Wars: X-Wing: B-Wing (1993), LucasArts
- Star Wars: X-Wing: Imperial Pursuit (1993), LucasArts
- Indiana Jones and the Fate of Atlantis (1992), LucasArts
- Monkey Island 2: LeChuck's Revenge (1991), LucasArts